# Hipoblasto
El hipoblasto es un tipo de tejido que se forma con la masa celular interna (en mamíferos en general) o embrioblasto (en humanos en particular). Se encuentra debajo del epiblasto y consiste en pequeñas células cúbicas.
Del hipoblasto deriva el endodermo extraembrionario (incluyendo el saco vitelino).

## Formación
A los 7 días de la fecundación comienza a formarse el disco embrionario, que está compuesto de dos capas: el epiblasto, que se relaciona con la cavidad amniótica en formación, y el hipoblasto, que se encuentra adyacente a la cavidad exocelómica, conformando su techo. El hipoblasto (o endodermo primario) se forma por delaminación de los blastómeros en la superficie interna del embrioblasto. Qué células migrarán hacia el hipoblasto no se sabe con exactitud, pero una teoría sugiere que el destino de las células de la masa interna de la mórula (epi o hipoblasto) está determinado por la posición relativa que ocupan originalmente.

## Evolución

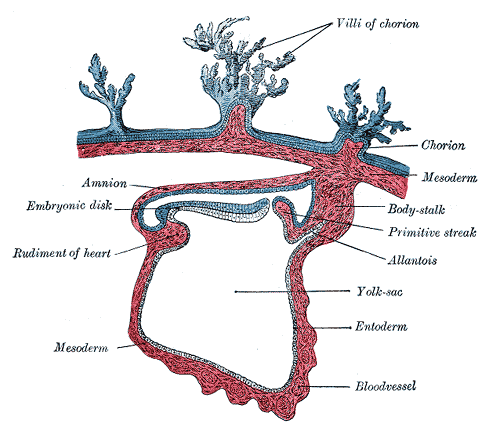
Sección a través del embrión. (El hipoblasto es visible pero no se marca.)

A los 9 días, ha finalizado la implantación del blastocisto. El hipoblasto comienza a aumentar su número de células (proliferar), que también migran sobre el citotrofoblasto hasta tapizar totalmente la cavidad del blastocisto formando una delgada capa de células aplanadas. Este endodermo extraembrionario es denominado membrana de Heuser o membrana exocelómica, mientras que la cavidad del blastocisto ahora se denomina cavidad exocelómica o saco vitelino primitivo.
A medida que transcurre el desarrollo embrionario, comienza a formarse un saco vitelino secundario gracias a la migración hacia el interior de la cavidad de células endodérmicas extraembrionarias provenientes del hipoblasto, a la vez que se reduce el tamaño de saco vitelino primitivo.
A partir del día 12, nuevamente comienza a proliferar el hipoblasto, pero esta vez las nuevas células cúbicas emigran hacia el exterior, sobre la superficie del mesodermo extraembrionario. Esto hace que se desprenda el saco vitelino primitivo y comience a formarse el secundario o saco vitelino definitivo.
En la gastrulación, algunas células que ingresan por la línea primitiva desde el epiblasto desplazan las células del hipoblasto hasta sustituirlo completamente, formando el endodermo o entodermo definitivo, que originará el revestimiento del intestino.
Si bien las tres capas del embrión (ectodermo, mesodermo y endodermo) derivan únicamente del epiblasto, los factores inductores se originan primero en el hipoblasto y más tarde en el mesodermo.